# Mattijs van de Wiel
Mattijs van de Wiel (Mook, 15 september 1973) is een Nederlandse journalist.

## Loopbaan
Na zijn studie geschiedenis aan de Universiteit van Leiden werd Mattijs van de Wiel in 1996 redacteur bij Hier en Nu op de NCRV-radio.
Een jaar later stapte hij over naar het Radio 1 Journaal bij de NOS waar hij als redacteur aan de slag ging. In 2000 zette hij met anderen 3FM-nieuws op, een paar jaar later keerde hij terug naar het Radio 1 Journaal. Nu is hij algemeen verslaggever bij NOS Nieuws.
In 2004 volgde Mattijs van de Wiel voor de NOS het proces tegen Marc Dutroux.
In 2004 en 2005 werd hij uitgezonden naar de Tour de France en in 2005 versloeg hij de rellen in de Franse voorsteden.
De winterspelen in Turijn in 2006 waren ook een bijzonder project.
Sinds 2007 is Mattijs van de Wiel ingeschakeld als een van de verslaggevers voor het live onderdeel Het Filiaal van het Radio 1 Journaal.
Voor zijn reportage 'Irak wint de Asian Cup' won hij in november 2007 de WAF-award.
"Een zeer goed gemaakte reportage die een mooie verbinding maakt tussen sport en wereldpolitiek", schreef de jury. "Met mooi geluid en sfeer. Het weet goed de emotie te pakken. De reportage toont de kracht van sport om mensen te herenigen en ze, al is het maar voor een kort moment, gelukkig te maken. En dat in nog geen vierenhalve minuut!"